# Raghavan (acteur)
Pour les articles homonymes, voir Raghavan.
Raghavan (malayalam : രാഘവൻ ; né le 12 décembre 1941) est un acteur indien qui a joué dans plus de 100 films en malayalam , notamment des films en télougou et en kannada.
Depuis le début des années 2000, il est plus actif dans les séries télévisées malayalam et tamoules . Il a fait ses débuts en tant que réalisateur dans Kilippaattu (1987) et il est également lauréat des Kerala State Television Awards et des Asianet Television Awards,.

## Jeunesse et éducation
Raghavan est né à Taliparamba dans le district de Kannur. Il a fréquenté le lycée Moothedath à Kozhikode .  Après avoir terminé ses études secondaires, il a travaillé dans la troupe de théâtre Tagore,.
Il a obtenu un baccalauréat en éducation rurale au Gandhigram Rural Institute.  Il a obtenu son diplôme de la Delhi National School of Drama . Son premier film était Kayalkarayil en 1968.

## Vie privée
Il est marié à Shobha depuis 1974 et ils ont un fils, Jishnu Raghavan,  qui est également acteur et une fille, Jyothsna,.

## Filmographie

### Séries télévisées
| Year         | Title                  | Channel     | Notes        |
| ------------ | ---------------------- | ----------- | ------------ |
| 2001         | Vaakacharthu           | Doordarshan | Debut series |
| 2001         | Shamanathalam          | Asianet     |              |
| 2002         | Vasundara Medicals     | Asianet     |              |
| 2003         | Sreeraman Sridevi      | Asianet     |              |
| 2004         | Muhurtham              | Asianet     |              |
| 2004         | Kadamattath Kathanar   | Asianet     | ,            |
| 2004-2009    | Minnukettu             | Surya TV    | ,            |
| 2005         | Krishnakripasagaram    | Amrita TV   |              |
| 2006         | Sneham                 | Surya TV    |              |
| 2007         | St.Antony              | Surya TV    |              |
| 2008         | Sreeguruvayoorappan    | Surya TV    |              |
| 2008         | Velankani Mathavu      | Surya TV    |              |
| 2009         | Swamiye Saranam Ayappa | Surya TV    |              |
| 2010         | Rahasyam               | Asianet     |              |
| 2010         | Indraneelam            | Surya TV    |              |
| 2012-2013    | Akashadoothu           | Surya TV    | ,            |
| 2012         | Snehakkoodu            | Surya TV    |              |
| 2014-2016    | Bhagyalakshmi          | Surya TV    |              |
| 2016         | Amme Mahamaye          | Surya TV    |              |
| 2017         | Moonnumani             | Flowers     |              |
| 2017-2019    | Vanambadi              | Asianet     | [ 19 ]       |
| 2017–2020    | Kasthooriman           | Asianet     | [ 20 ]       |
| 2019         | Mouna Ragam            | Star Vijay  | Tamil series |
| 2021–present | Kaliveedu              | Surya TV    | [ 22 ]       |